# Niveauregulierung
Als Niveauregulierung bezeichnet man bei Kraftfahrzeugen ein System, mit dem der Wagenkörper in seiner Höhe über dem Boden konstant gehalten, angehoben oder abgesenkt werden kann.
Anwendungszwecke:
1. Fahrzeugniveau und dynamische Radwege bei verschiedenen Beladungszuständen konstant halten: Die Niveauregulierung wird zur Optimierung der Fahrzeugfederung und Fahrstabilität eingesetzt, um bei wechselnden Beladungs- und Belastungszuständen die optimale Bodenfreiheit und waagerechte Lage des Kraftfahrzeugs zu erhalten.[1]
2. Fahrzeugniveau für verschiedene Einsatzzwecke anheben oder absenken: Dabei wird die Gesamthöhe und damit die Bodenfreiheit des Fahrzeugs geändert. Dafür sind alle Fahrzeugachsen mit einer Höhenverstellung ausgestattet. Die Fahrzeuganhebung ermöglicht das Überfahren von Hindernissen (z. B. unwegsames Gelände, Bordsteinkanten, Tiefgarageneinfahrten etc.), die Absenkung das Unterfahren von Hindernissen (z. B. höhenbeschränkte Zufahrten, Fähren, Brücken etc.). Diese Variante ist bei Geländefahrzeugen, Einsatzfahrzeugen, Militär-KFZ, luxuriösen Sportwagen und in der Tuning-Szene anzutreffen. Beim Anhängerbetrieb ist die Hinterachse mit einer Mechanik ausgestattet, welche den notwendigen Höhenausgleich ermöglicht. Diese Variante ist meist bei Fahrzeugen mit höherer Zuladungskapazität vorgesehen, z. B. Kombi.
3. Fahrzeugniveau aus optischen Gründen verändern: Für Showfahrzeuge wird die Änderung der Bodenfreiheit als optischer Effekt genutzt (vgl. Lowrider).

Technische Umsetzung:
1. Hydropneumatik
2. Luftfederung oder Luftbälge zur Unterstützung der Hauptfeder.
3. zum Teil bei aktiven Radaufhängungen
4. zum Teil bei Verbundfederung
5. mechanische Niveauregulierung

Einbau:
Niveauregulierungen werden ab Werk als Serienausstattung oder Option angeboten – können aber auch nachgerüstet werden (z. B. Monroe Level Light, Sachs Niveaumat oder diverse Luftfahrwerke).